# Monte Stevia
Il Monte Stevia (o La Stevia) è una montagna del gruppo del Puez nelle Dolomiti, sul versante settentrionale della Val Gardena. Il massiccio, che è protetto nel Parco Naturale Puez-Odle, è caratterizzato da ripide pareti dolomitiche a nord-ovest, torri e gole a sud-est della Vallunga, nonché da un vasto altopiano con prati alpini, pascoli e il rifugio Stevia. Il punto più alto della Stevia a 2555 m si trova sul bordo nord-ovest dell'altopiano. Secondo Castiglioni, il nome Stevia significa "pascolo lontano" in ladino. A nord-est della Pizascharte (2489 m) la catena montuosa continua a Montejela (2644 m) e al Col dala Pieres (2747 m).
In direzione della Vallunga, gole profondamente incise separano le torri nel sud-est. La prima torre, Steviola (2083 m), è separata dalla seconda, la torre La Porta (2206 m), che è contrassegnata da una finestra di montagna, dalla gola della Val d'Andrea. Una seconda gola, la Valaccia, che scende dall'altopiano a sud-est, è facile da percorrere e separa il Ciastel (2196 m) dalla torre La Porta. La valle del Pisciodel con una piccola cascata separa un'altra torre senza nome (2226 m); la gola successiva è la Val di Ciavai. L'ultima valle è la Val Ntaiëda.
L'altopiano è raggiungibile attraverso la via normale da sud di Selva di Val Gardena attraverso il cosiddetto Palota. Un'ulteriore salita conduce dal Rifugio Firenze ad ovest, sotto la Stevia, fino alla cima.

## Galleria d'immagini

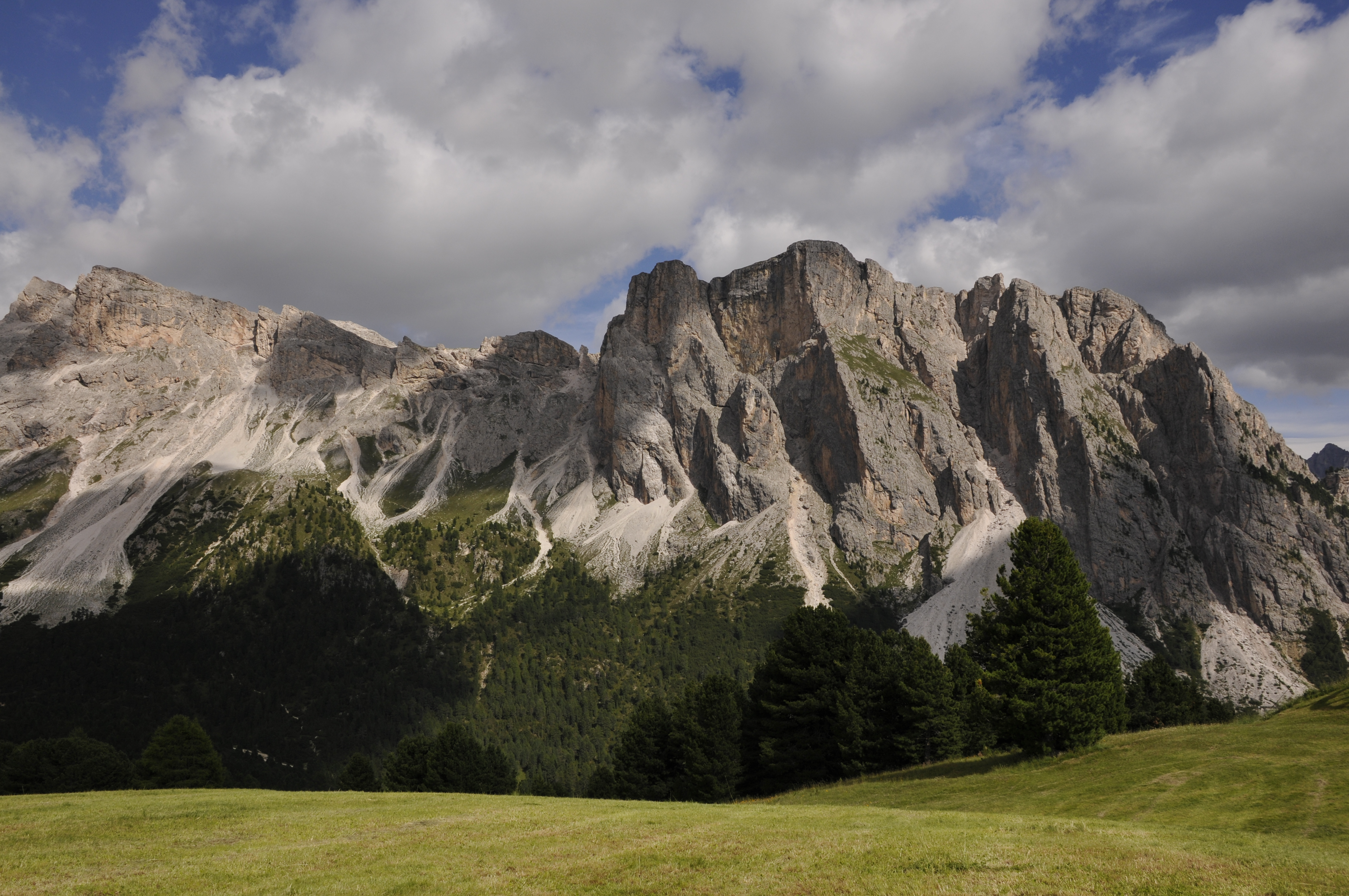
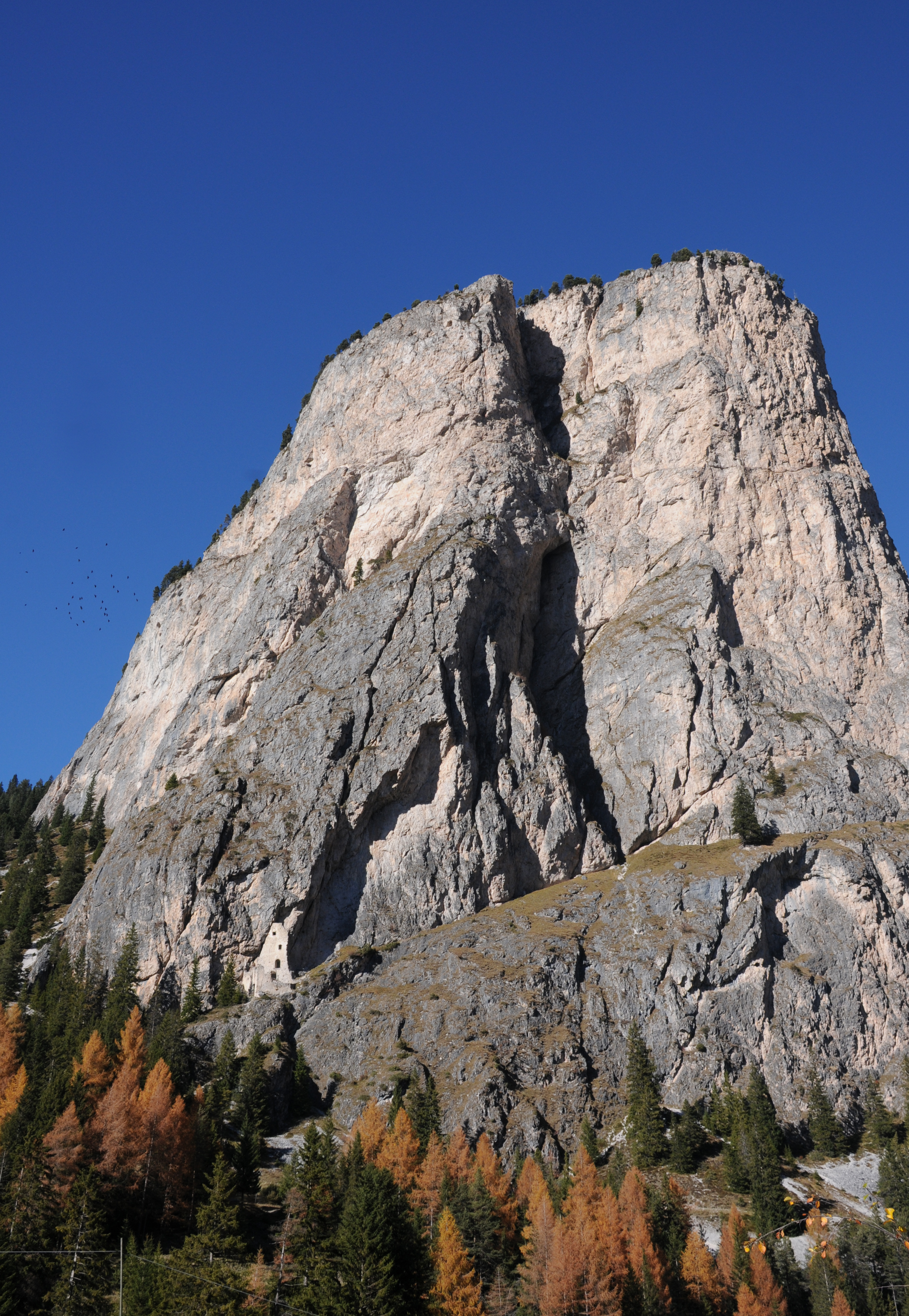
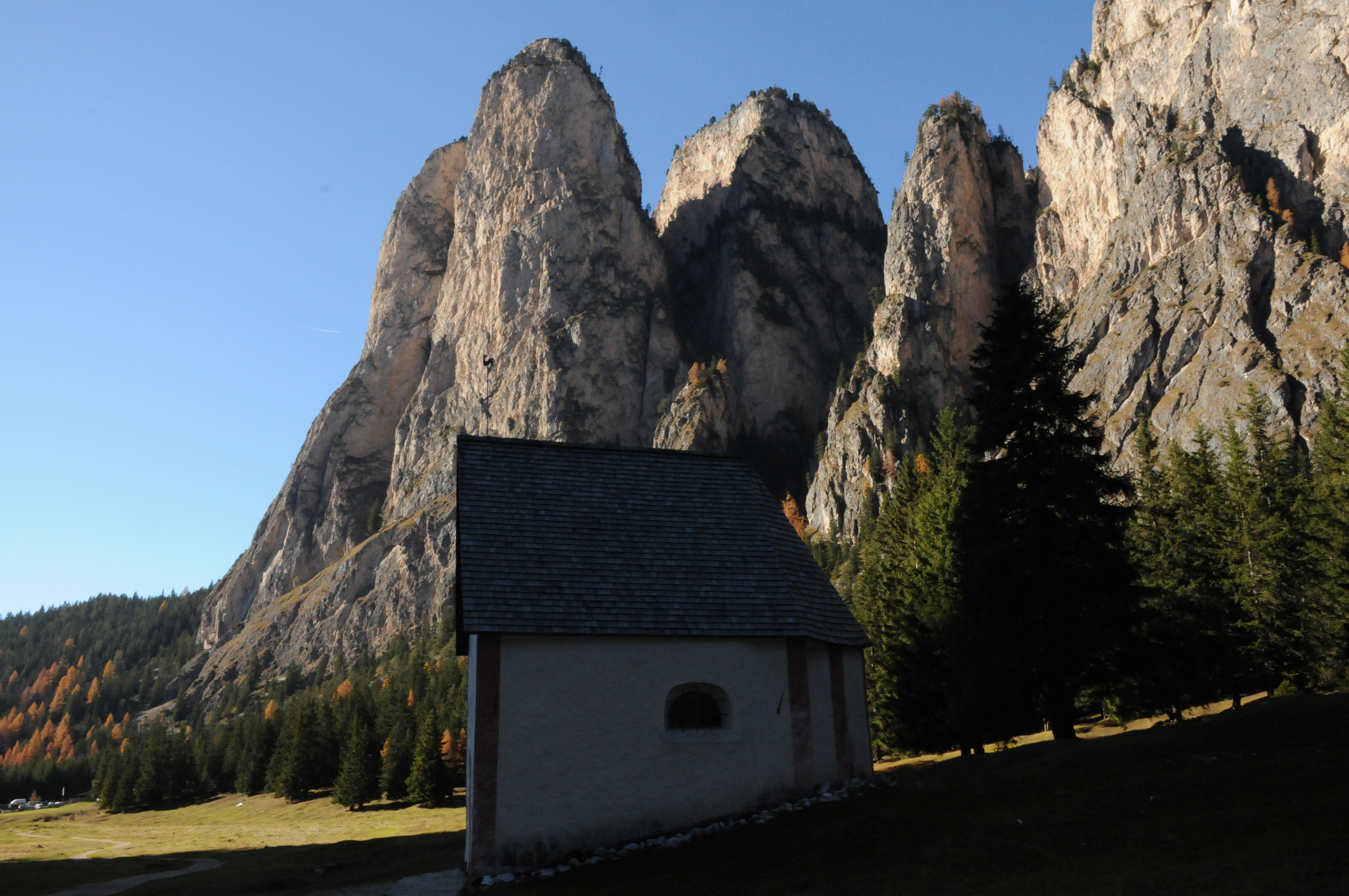
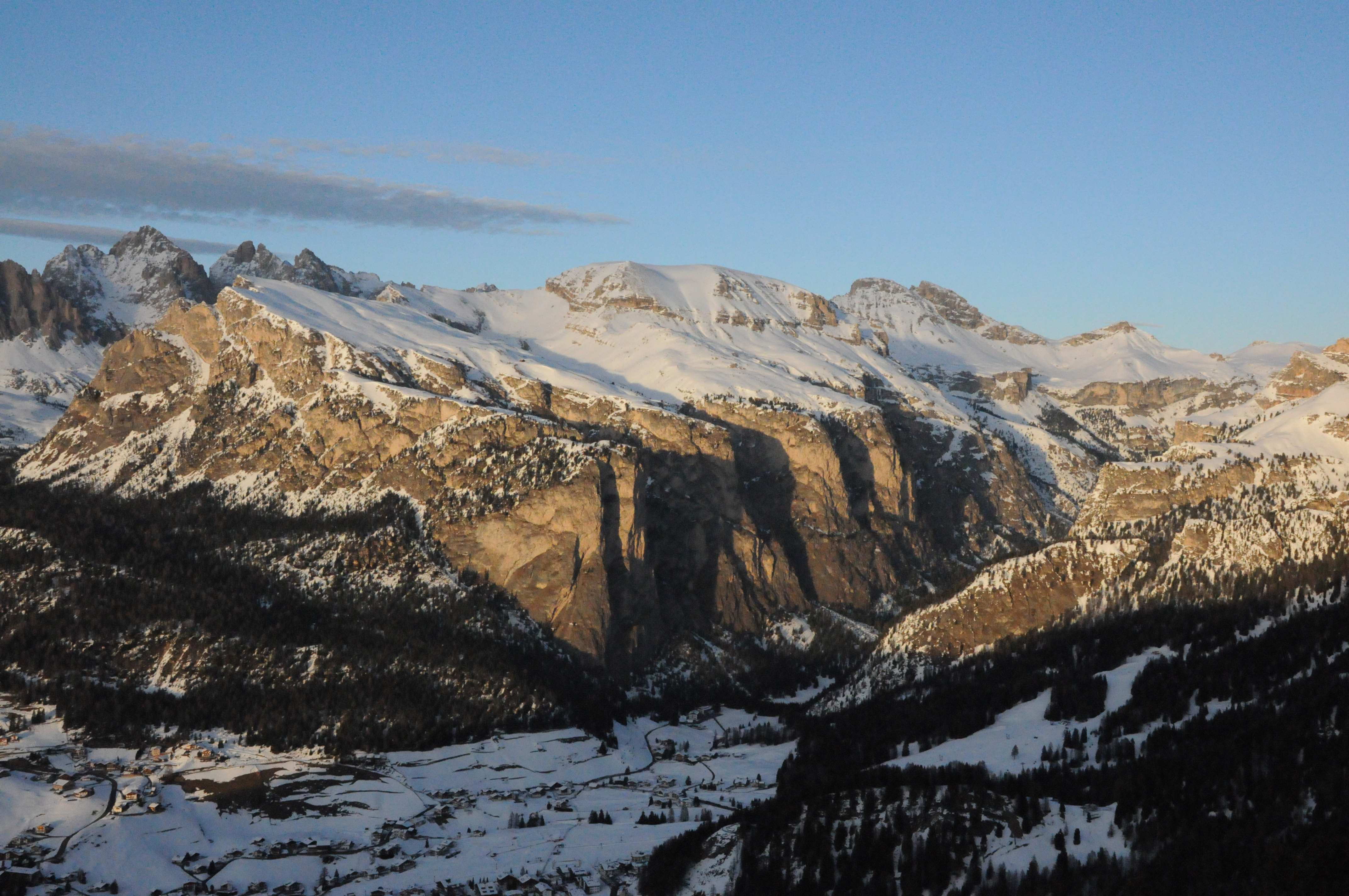